# Herina igniceps
Herina igniceps är en tvåvingeart som beskrevs av Friedrich Georg Hendel 1933. Herina igniceps ingår i släktet Herina och familjen fläckflugor. Inga underarter finns listade i Catalogue of Life.